# Чехей (водойма)
Чехей (рум. Balta Cehei) — озеро на північному заході Румунії, в жудеці Селаж, що утворилося на заплаві річки Красна. Має поверхню 128,13 м², найбільшу глибину 2,6 м, розташоване на висоті 198 м над рівнем моря. Дно четвертинне алювіальне на покладах глини й мергеля.
Озеро і територію навколо нього оголошено заказником через специфічні для даної місцевості водну рослинність й фауну, деякі з яких перебувають під охороною. Природний заповідник створений з метою збереження біорізноманіття та збереження сприятливого стану для збереження квіткових рослин (дерев, чагарників, трав, квітів) та фауни.

## Фауна
На території заказника водяться птахи, земноводні, плазуни.
З птахів тут водяться бугайчик, крижень, очеретянка велика, лелека білий, курочка водяна. Земноводні представлені жабками видів кумка жовточерева, кумка червоночерева. З плазунів водиться ящірка зелена.

## Флора
Водойма Чехей є сприятливим місцем для зростання різноманітної флори з різноманітними рідкісними видами. З деревних видів рослин тут ростуть верба попеляста, вільха чорна, верба козяча. З трав'янистих рослин розповсюджені жабурник звичайний, шоломниця звичайна, жовтець отруйний, пухирник звичайний, очерет звичайний, рогіз.